# Latimeria menadoensis
El celacanto indonesio (Latimeria menadoensis) es una de las dos especies vivientes de celacanto; fue descrita en 1999. La especie está catalogada como vulnerable en la Lista Roja de la UICN. La otra especie conocida, el celacanto de Comores, Latimeria chalumnae, se considera en peligro crítico de extinción.

## Etimología
El nombre del género Latimeria es en honor a la naturalista sudafricana Marjorie Courtenay-Latimer quien encontró en 1938 al primer celacanto en Sudáfrica. El epíteto específico menadoensis hace referencia a que esta especie se descubrió por primera vez o se encuentra habitualmente en la zona de Manado o sus alrededores, una ciudad de Indonesia situada en la isla de Sulawesi.

## Descubrimiento
El 18 de septiembre de 1997 fue observado un pez de apariencia extraña en un mercado de Manado Tua, en la isla de Célebes, Indonesia, del cual se pensó se trataba de un celacanto de Comores; sin embargo, difería de este por su coloración marrón a nivel del dorso. Un segundo ejemplar, de 1,2 m de longitud y 29 kg de peso, fue capturado con vida el 30 de julio de 1998. Permaneció vivo durante seis horas permitiendo que se lo fotografiara y se documentara su color, movimiento de las aletas y comportamiento en general.  El espécimen fue preservado y donado al Museo de Zoología de Bogor.
Las pruebas de ADN revelaron que el espécimen difería genéticamente de la población de Comores. En su apariencia, los celacantos indonesios, llamados localmente raja laut («rey del mar»), son similares a los celacantos de las Comores, excepto por la coloración del dorso de tono marrón-grisáceo en lugar de azulado. La especie fue descrita formalmente en 1999 por Pouyaud et al. en la publicación Comptes Rendus de l'Académie des sciences Paris con el nombre binomial Latimeria menadoensis. En 2005, un estudio de ADN mitocondrial estimó la separación de las dos especies entre hace 30 y 40 millones de años.